# USS Kearny (DD-432)
«Карні» (англ. USS Kearny (DD-432) — військовий корабель, ескадрений міноносець типу «Глівз» військово-морських сил США за часів Другої світової війни.
«Карні» був закладений 1 березня 1939 року на верфі Federal Shipbuilding and Drydock Company у Карні, де 9 березня 1940 року корабель був спущений на воду. 13 вересня 1940 року він увійшов до складу ВМС США.
За проявлену мужність та стійкість у боях бойовий корабель нагороджений п'ятьма бойовими зірками.

## Історія служби
У жовтні 1941 року, коли США все ще перебували в статусі нейтральної держави в Другій світовій війні, «Карні» був пришвартований у порту Рейк'явіка, в окупованій США Ісландії. «Вовча зграя» німецьких підводних човнів напала на сусідній британський конвой і атакувала його канадський ескорт. «Карні» та ще три американські есмінці були викликані на допомогу.
Одразу прибувши до бойових дій, «Карні» скинув глибинні бомби на підводні човни і продовжував атакувати німецькі субмарини протягом ночі (через два місяці цей факт був оприлюднений Гітлером як провокація при його оголошенні війни США). На початку середини вахти 17 жовтня торпеда, випущена U-568, влучила «Карні» у правий борт. «Карні» втратив 11 осіб убитими, ще 22 були поранені. Серйозно постраждалий від вибуху торпеди американський есмінець на малий швидкості вирушив до Ісландії. Після тимчасового ремонту він на Різдво 1941 року вийшов до американських берегів і через шість днів був у Бостоні, штат Массачусетс, де встав на капітальний ремонт.
Після завершення ремонту, з 5 квітня по 28 вересня 1942 року «Карні» супроводжував конвої до Великої Британії, Панамського каналу та Галвестона, штат Техас. Наприкінці вересня він увійшов до складу сил морського угруповання, призначеного для вторгнення в Північну Африку. Біля африканських берегів він прикривав американські лінкор «Техас» та крейсер «Саванна» при проведенні ними артилерійської підтримки військ, що висадилися на берег. Екіпаж есмінця збив ворожий літак. По завершенню виконання бойових завдань «Карні» покинув зону вторгнення союзних військ і супроводжував конвой назад до Нью-Йорка, куди прибув 3 грудня 1942 року.
Більшу частину 1943 року «Карні» супроводжував кораблі до Порт-оф-Спейн, Тринідад; Ресіфі, Бразилія; і Касабланкі. 25 листопада 1943 року есмінець увійшов до групи прикриття ескортного авіаносця «Кор». 1 січня 1944 року, у взаємодії з палубними літаками «Кора», «Карні» здійснив атаку глибинними бомбами по підводному човну, в результаті чого утворилася велика нафтова пляма.
Наступного місяця «Карні» приєднався до сил 8-го флоту у французькому Алжирі. 10 березня він посилив групу підтримки крейсера «Бруклін», яка забезпечувала вогневу підтримку 5-ій армії США, що билася в Італії. Через щоденні походи для вогневої підтримки дій союзників на плацдармі в Анціо військові кораблі стали відомі як «Анціо Експрес». Командувач 5-ї армії генерал Марк В. Кларк відзначив їх за цю вогневу підтримку.
На початку червня «Карні» був відокремлений від групи і сам попрямував до Анціо, щоб надати союзним військам останню вогневу підтримку з моря перед їх проривом і захопленням Риму. В подальшому супроводжував конвої в Середземному морі. 15 серпня брав участь у підтримки вторгнення в південну Францію.

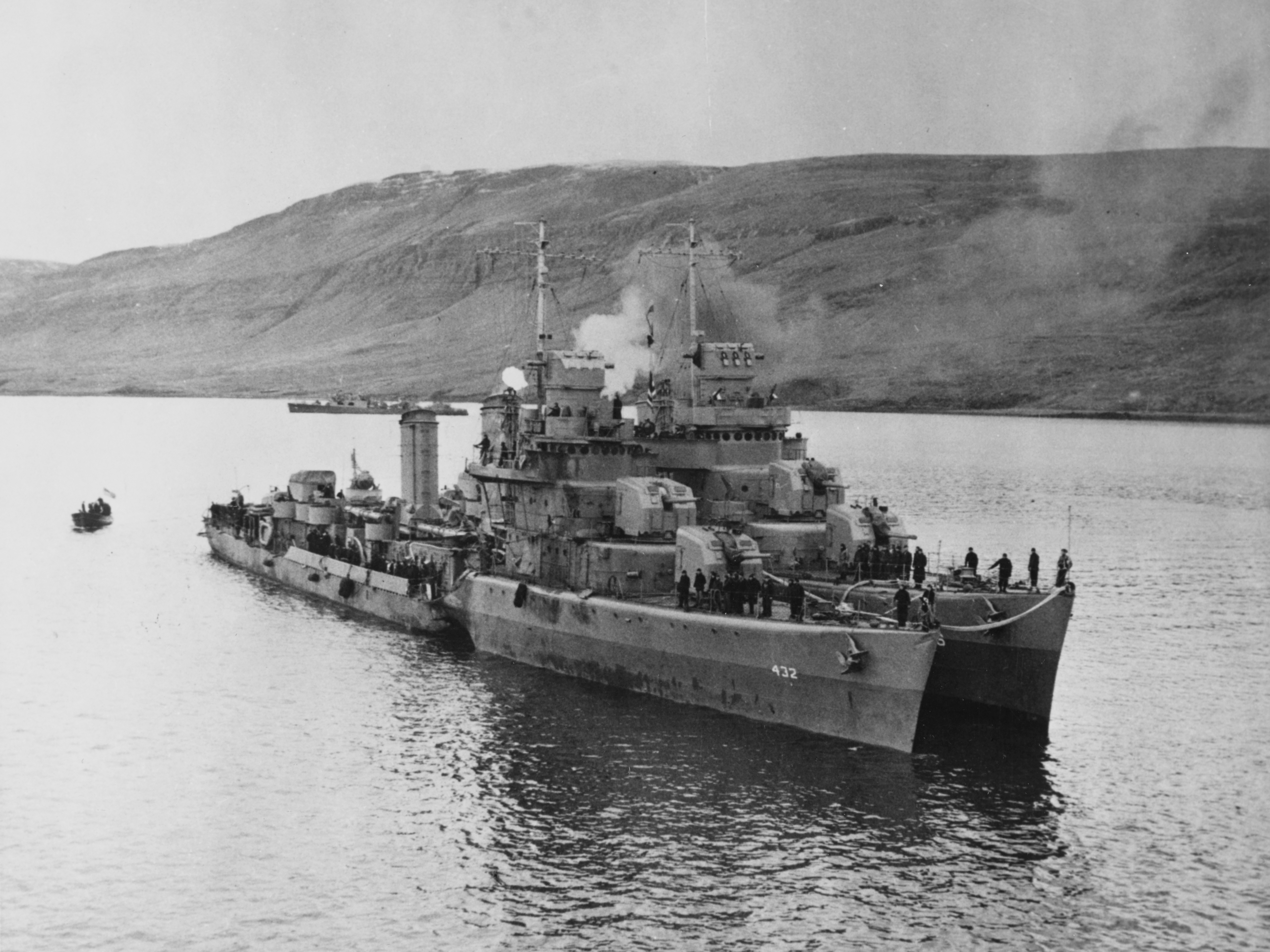
Пошкоджений унаслідок торпедної атаки U-568 «Карні» поруч з однотипним есмінцем «Монссен» у порту Рейк'явіка. Жовтень 1941